# Heaven (låt av Ailee)
"Heaven" är debutsingeln från den amerikansk-sydkoreanska sångerskan Ailee. Den gavs ut den 9 februari 2012 och fungerar som den första singeln från hennes debut-EP Invitation. Singeln nådde tredje plats på Gaon Chart och var den nionde mest sålda digitala singeln i Sydkorea år 2012. Den tillhörande musikvideon hade fler än 5,4 miljoner visningar på Youtube i februari 2013.

## Spårlista
| 1. | Heaven                | 3:31 |
| 2. | Heaven (Instrumental) | 3:28 |

## Listplaceringar
| Lista                 | Topplacering |
| --------------------- | ------------ |
| Sydkorea (Gaon Chart) | 3            |